# O (Damien Rice)
O is de naam van het eerste album van Damien Rice en werd op 1 februari 2002 in Ierland en het Verenigd Koninkrijk uitgebracht.

## Nummers
1. "Delicate" – 5:12
2. "Volcano" – 4:38
3. "The Blower's Daughter" – 4:44
4. "Cannonball" – 5:10
5. "Older Chests" – 4:46
6. "Amie" – 4:36
7. "Cheers Darlin'" – 5:50
8. "Cold Water" – 4:59
9. "I Remember" – 5:31
10. "Eskimo" – 16:07

- "Prague" at  – 7:09 (hidden track)
- "Silent Night" at  – 14:09 (hidden track)

## Trivia
- Het nummer Delicate was te horen in
  - de Alias-aflevering Crossings.
  - de Lost-aflevering In Translation.
  - de House-aflevering Humpty Dumpty.
- Het nummer Cold Water was te horen in de ER-aflevering If Not Now.
- Het nummer Cannonball was te horen in The OC in aflevering 1.16